# Amata stenozona
Amata stenozona là một loài bướm đêm thuộc phân họ Arctiinae, họ Erebidae.